# Sesquiluna pendulans
Sesquiluna pendulans är en fjärilsart som beskrevs av Clayton Dissinger Mell 1958. Sesquiluna pendulans ingår i släktet Sesquiluna och familjen Eupterotidae. Inga underarter finns listade i Catalogue of Life.